# Körtvélyes
Körtvélyes är en kulle i Ungern. Den ligger i den västra delen av landet, 40 km väster om huvudstaden Budapest. Toppen på Körtvélyes är 485 meter över havet. Körtvélyes ingår i Vértes.
Terrängen runt Körtvélyes är kuperad åt nordväst, men åt sydost är den platt. Runt Körtvélyes är det ganska tätbefolkat, med 54 invånare per kvadratkilometer. Närmaste större samhälle är Tatabánya, 11,6 km norr om Körtvélyes. Trakten runt Körtvélyes består till största delen av jordbruksmark.